# スキッゾフリーニア
『スキッゾフリーニア』（Schizophrenia）は、ブラジルのスラッシュメタルバンド、セパルトゥラによる2作目のスタジオ・アルバムで、1987年10月30日にシャーク・レコードからリリースされました。 アンドレアス・キッサー加入後初アルバム。 このアルバムのサウンドは、ブラックメタルにスタイルが近い前作のモービッド・ヴィジョンよりも、デス/スラッシュメタルのジャンルに傾いています。1990年に録音されたボーナストラック「Troops of Doom」を除いて、すべての曲は1987年録音されました。

## トラック
| 全作詞: マックス・カヴァレラ、アンドレアス・キッサー、全作曲: セパルトゥラ。 |                                          |                                              |              |      |
| #                                                                            | タイトル                                 | 作詞                                         | 作曲・編曲   | 時間 |
| 1.                                                                           | 「Intro」                                | マックス・カヴァレラ、アンドレアス・キッサー | セパルトゥラ | 0:31 |
| 2.                                                                           | 「From the Past Comes the Storms」       | マックス・カヴァレラ、アンドレアス・キッサー | セパルトゥラ | 4:55 |
| 3.                                                                           | 「To the Wall」(lyrics by Vladimir Korg) | マックス・カヴァレラ、アンドレアス・キッサー | セパルトゥラ | 5:36 |
| 4.                                                                           | 「Escape to the Void」                   | マックス・カヴァレラ、アンドレアス・キッサー | セパルトゥラ | 4:38 |
| 5.                                                                           | 「Inquisition Symphony」(instrumental)   | マックス・カヴァレラ、アンドレアス・キッサー | セパルトゥラ | 7:13 |
| 6.                                                                           | 「Screams Behind the Shadows」           | マックス・カヴァレラ、アンドレアス・キッサー | セパルトゥラ | 4:48 |
| 7.                                                                           | 「Septic Schizo」                        | マックス・カヴァレラ、アンドレアス・キッサー | セパルトゥラ | 4:31 |
| 8.                                                                           | 「The Abyss」(instrumental)              | マックス・カヴァレラ、アンドレアス・キッサー | セパルトゥラ | 1:01 |
| 9.                                                                           | 「R.I.P. (Rest in Pain)」                | マックス・カヴァレラ、アンドレアス・キッサー | セパルトゥラ | 4:36 |

1990年の再発売にボーナストラック、[Troops of Doom]を収録。

## 参加メンバー
マックス・カヴァレラ(vo/gt)
アンドレアス・キッサー(gt)
パウロJr.(ba)
イゴール・カヴァレラ(drm)
スコット・バーン(10曲目のミックス)